# Ralph Jenison
Ralph Jenison (1696-1758) d'Elswick Hall, près de Newcastle et du Château de Walworth, comté de Durham est un homme politique britannique qui siège à la Chambre des communes entre 1724 et 1758.

## Biographie
Il est baptisé à Heighington, comté de Durham, le 23 décembre 1696, le fils aîné survivant de Ralph Jenison d'Elswick et Walworth et son épouse Elizabeth Heron, fille de Cuthbert Heron de Chipchase, Northumberland. Il vient d'une famille de marchands de Newcastle. Il succède à son père en 1704 et à son grand-père Robert Jenison en 1714.
Jenison est haut-shérif de Northumberland en 1716 et devient homme libre de Newcastle upon Tyne en 1718. Il a été admis au Christ's College de Cambridge en mars 1719.

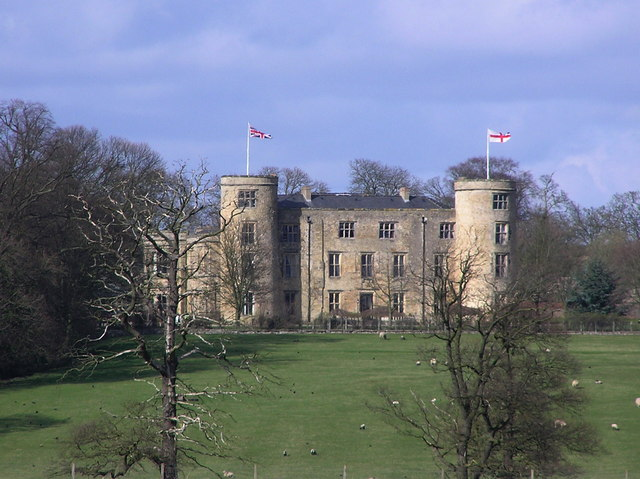
Château de Walworth

Il se présente au Parlement dans une campagne très dispendieuse lors d'une élection partielle à Northumberland le 20 février 1723. Au début, il échoue, mais il adresse une pétition et siégea en tant que député le 16 avril 1724. Lors de l'élection générale de 1727, il est réélu sans opposition. Il appuie généralement le gouvernement, mais vote pour l'abrogation de l'Acte septennal en 1734. Il est réélu député de Northumberland lors d'un autre scrutin onéreux aux élections générales de 1734. Il est politiquement lié à Charles Bennet, 2e comte de Tankerville, et lui succède en tant que maître des Buckhounds en 1737.
Il ne se présente pas aux élections générales de 1741, probablement pour des raisons financières. Il doit vendre Elswick Hall en 1742 et il abandonne la maîtrise des buckhounds en 1744. Il reçoit une pension de 1 200 £ en compensation mais il retrouve son poste en 1746. Il est agent de Lord Ossulston, fils de Tankerville, à l'élection partielle pour le Northumberland en février 1748, ce qui lui permet d'être réélu à la députation de Newport (île de Wight) lors d'une élection partielle le 20 juin 1749, alors que le beau-frère de Tankerville, Lord Portsmouth, est gouverneur de l'île.
Aux élections générales de 1754, il est réélu sans opposition pour Newport, mais il engage des dépenses élevées qui auraient pu être payées avec de l'argent des services secrets. En 1757, il perd à nouveau son poste de maître des Buckhounds et se voit offrir une pension de service secret en compensation, qui est finalement réglée à 1 800 £.
Il épouse Susan Allan, fille de Thomas Allan des Flatts, comté de Durham, le 10 décembre 1751. Il est décédé le 15 mai 1758 et est enterré à Heighington. Il ne laisse aucune descendance, car son fils unique l'a précédé dans la tombe.